# Ordynacja Pińczowska

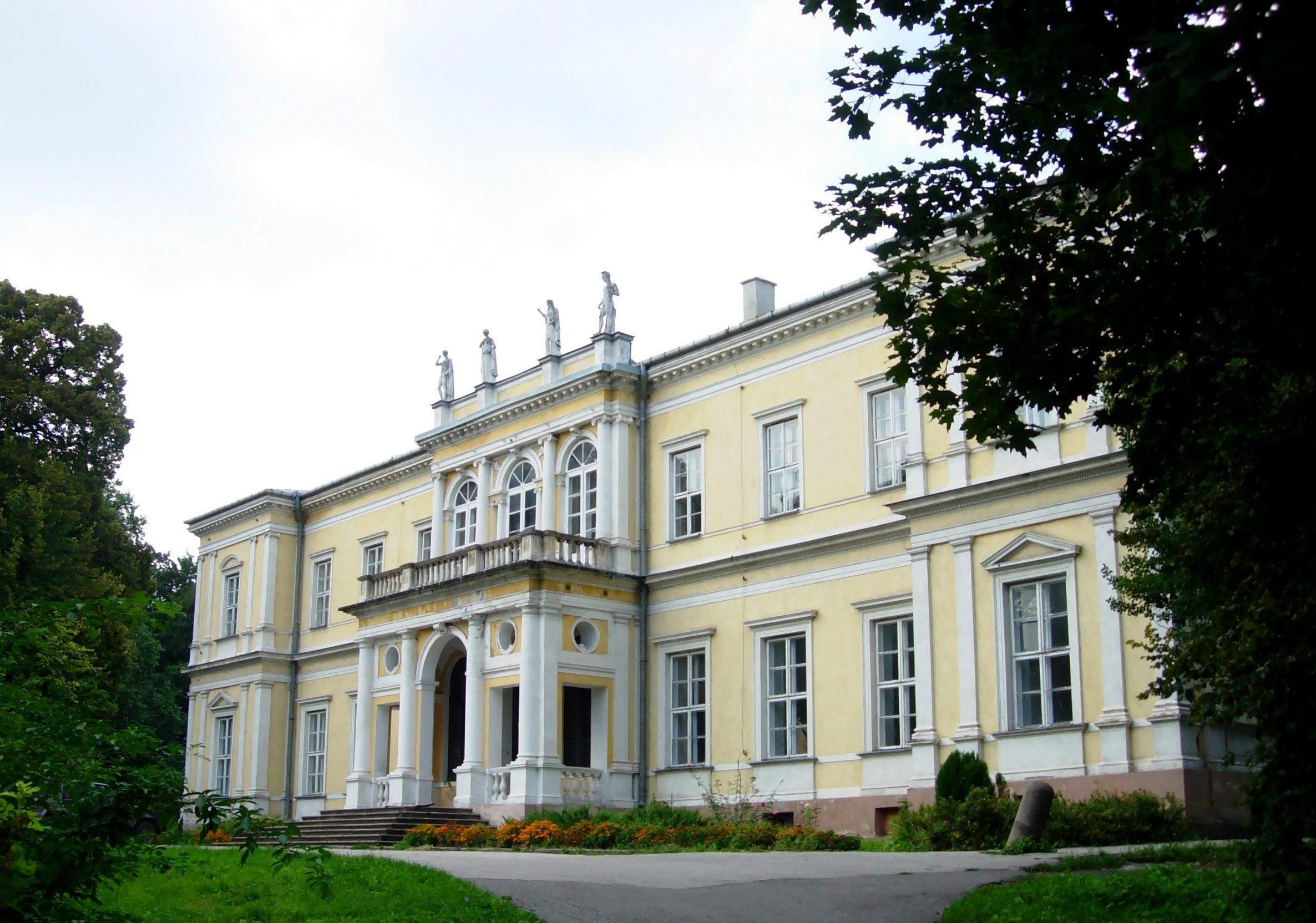
Pałac w Chrobrzu – siedziba Aleksandra Wielopolskiego, XIII ordynata

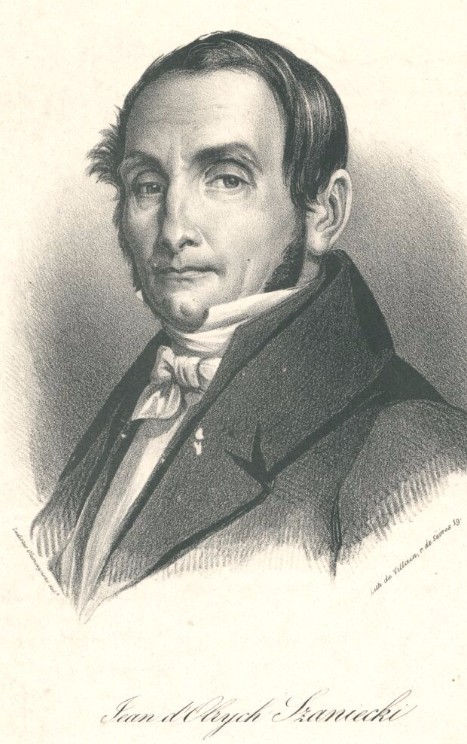
Jan Olrych Szaniecki, od 1813 roku dziedzic 6 z 12 kluczy Ordynacji Myszkowskich

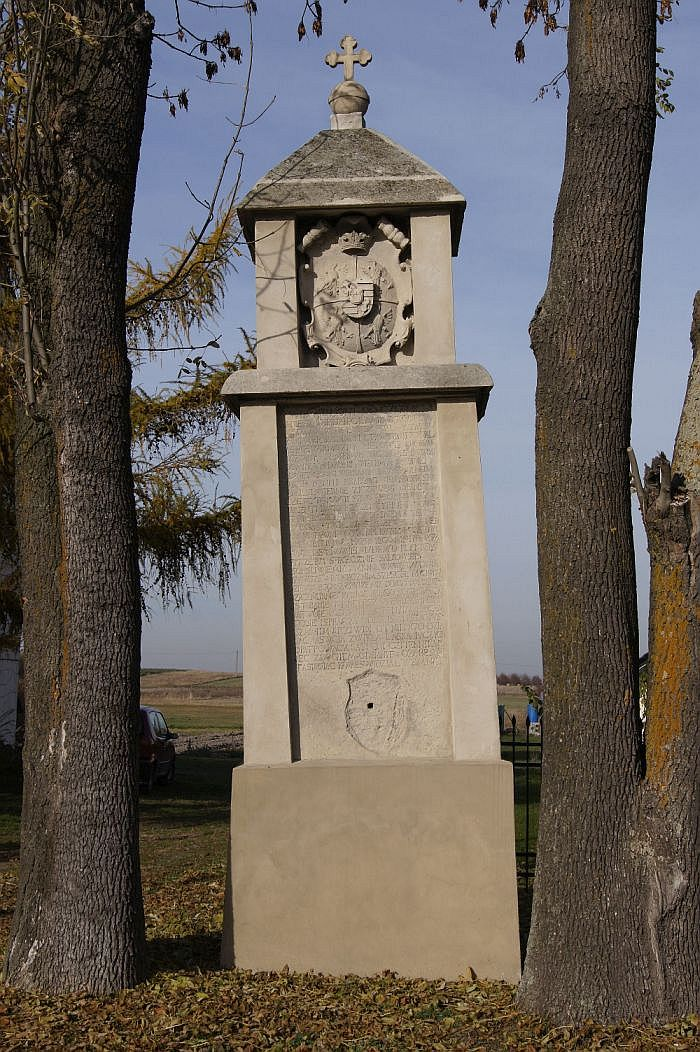
Pomnik z 1609 r. we wsi Włochy, poświęcony Zygmuntowi Myszkowskiemu założycielowi Ordynacji Pińczowskiej

Ordynacja Pińczowska – rodowy majątek ziemski założony w 1601 roku przez Piotra i Zygmunta Myszkowskich, istniejący do 1939 roku. Zlikwidowany na mocy ustawy z 13 lipca 1939 roku którego parcelację dokończono w 1945 roku na mocy dekretu o reformie rolnej.

## Historia
Podstawą Ordynacji Pińczowskiej był majątek ziemski, który zgromadził biskup krakowski Piotr Myszkowski. Pod koniec XVI wieku jego spadkobiercy i zarazem bratankowie Piotr i Zygmunt Myszkowscy podczas podróży do Włoch wystarali się u papieża Klemensa VIII o tytuł margrabiowski na Mirowie, a następnie zostali adoptowani przez księcia Mantui, Wincentego do rodu Gonzagów.
Aby uświetnić swój awans, tytuł szlachecki i podkreślić dynastyczne znaczenie nowego nazwiska rodziny po powrocie do Rzeczypospolitej rozpoczęli starania o utworzenie ordynacji, której fundację potwierdził sejmik generalny w Nowym Mieście Korczynie (1603). Założony w 1601 roku fideikomis Gonzagów Myszkowskich składał się z 3 miast oraz 78 wsi i był dziedziczony w linii męskiej.
W 1799 roku ordynacja dzieliła się na 12 kluczy dóbr ziemskich, które nazwy swoje wzięły od miejscowości do nich należących. Miejscowości te to: Książ Wielki, Rogów, Kępie, Marcinowice, Olszówka, Przyłęczek, Książ Mały, Pińczów, Szaniec, Chroberz, Kozubów i Michałów.
Wsie wchodzące w skład ordynacji to, m.in.: Brzeście, Galów, Kopernia, Kozina, Mierzawa, Mikułowice, Młyny, Pasturka, Pawłowice, Pomyków, Skorzów, Słabkowice, Szaniec, Szczypiec, Uników, Włochy,
W pierwszej siedzibie ordynacji w Pińczowie gośćmi Myszkowskich byli m.in.: książę de Nevers Karol Gonzaga, który jako wysłannik króla Francji przebywał w Polsce, nuncjusz papieski Klaudiusz Rangoni, książę Jeremi Wiśniowiecki i król August II Mocny.
W 1727 roku po śmierci ostatniego przedstawiciela rodu Gonzagów Myszkowskich o majątek pińczowski zaczęli się procesować jego spadkobiercy, rodziny Jordanów i Wielopolskich, które zamierzały przejąć to magnackie latyfundium.
Na mocy wyroku Trybunału Koronnego w 1729 roku ordynacja nie została rozwiązana, ale zachowana i nadana Franciszkowi Wielopolskiemu. Przyjął on dziedziczny tytuł margrabiego, funkcję VIII ordynata i nazwisko Wielopolski Gonzaga Myszkowski.
Na przełomie XVIII i XIX wieku majorat podupadł i został zadłużony. W 1813 r. doszło do jego rozpadu. Wielopolscy aby spłacić długi sprzedali Pińczów wraz z częścią dóbr w skład których wchodziło 6 kluczy ziemskich ze wspomnianym Pińczowem i Szańcem. Dobra te nabył prawnik Jan Olrych, który od nazwy dóbr Szaniec przyjął nazwisko Szaniecki. Ośrodek ordynacji został przeniesiony do Chrobrza.
Nowy XIII ordynat, którym został Aleksander Wielopolski posiadając 3 klucze z 12 należących do Ordynacji Myszkowskich korzystając z drogi sądowej usiłował odzyskać prawo własności do pozostałych 9 kluczy. Długotrwały proces zakończył się w 1836 roku wyrokiem wydanym przez Sąd Najwyższy. Sprawa o odzyskanie sprzedanych majątków ziemskich została przez Aleksandra Wielopolskiego przegrana. Jego ostatnim przeciwnikiem w czasie procesu nie był już Jan Olrych Szaniecki, lecz skarb państwa, który skonfiskował dobra ziemskie należące wcześniej do ordynacji, a których ostatnim właścicielem był Szaniecki.
W okresie II Rzeczypospolitej narastające zadłużenie ordynacji Aleksander Erwin Wielopolski XV ordynat zmuszony był regulować sprzedażą części dóbr ordynacji. Zobowiązanie wobec Stefana Tyszkiewicza wynoszące 133 000 zł zostało pokryte przekazaniem na jego własność całego folwarku Kopernia. W celu likwidacji pozostałego zadłużenia ordynat w 1932 roku zmuszony był skierować prośbę do władz wojewódzkich o uzyskanie zgody na rozparcelowanie 7 folwarków należących do ordynacji, których łączna powierzchnia wynosiła 3377 morgów ziemi.
W 1945 roku na mocy dekretu o reformie rolnej, pozostałe przy ordynacji obszary użytków rolnych byłej ordynacji zostały rozparcelowane i przekazane na własność chłopom. Nabywcy, zgodnie z dekretem zobowiązani zostali do wniesienia stosownych opłat na rzecz państwa. Ziemię podzielono głównie między robotników folwarcznych i chłopów małorolnych, natomiast ziemię z pałacem i parkiem oraz budynkami gospodarczymi przekazano na utworzenie ośrodka rolnego.

## Turystyka
Turystyczny szlak Ordynacji Pińczowskiej rozpoczyna się i kończy w Pińczowie. Prowadzi przez Młodzawy, Chroberz, Krzyżanowice, Grochowiska, Szaniec i Włochy. W Pińczowie zabytkiem związanym z Historią Ordynacji jest pałac Wielopolskich, w Młodzawach kościół i sarkofag ordynata Józefa Władysława Myszkowskiego, w Chrobrzu pałac Wielopolskich, w Krzyżanowicach kościół w którym proboszczem był Hugo Kołłątaj, na Grochowiskach pomnik powstańców styczniowych powstały w miejscu klasztoru kamedułów ufundowanego przez jednego z ordynatów, w Szańcu dwór renesansowy będący własnością Myszkowskich i we Włochach pomnik z 1609 r. zbudowany w hołdzie ordynatowi Zygmuntowi Myszkowskiemu.

## Ordynaci
1. Zygmunt Myszkowski, I ordynat
2. Jan Gonzaga Myszkowski, II ordynat
3. Ferdynand Gonzaga Myszkowski, III ordynat
4. Władysław Gonzaga Myszkowski, IV ordynat
5. Franciszek Gonzaga Myszkowski, V ordynat
6. Stanisław Kazimierz Myszkowski, VI ordynat
7. Józef Władysław Myszkowski, VII ordynat
8. Franciszek Wielopolski, VIII ordynat
9. Karol Wielopolski, IX ordynat
10. Franciszek Wielopolski, X ordynat
11. Józef Jan Wielopolski, XI ordynat
12. Józef Stanisław Wielopolski, XII ordynat
13. Aleksander Wielopolski, XIII ordynat
14. Zygmunt Andrzej Wielopolski, XIV ordynat
15. Aleksander Erwin Wielopolski, XV ordynat[14]
16. Zygmunt Konstanty Wielopolski, XVI ordynat[15]